# Sekotong

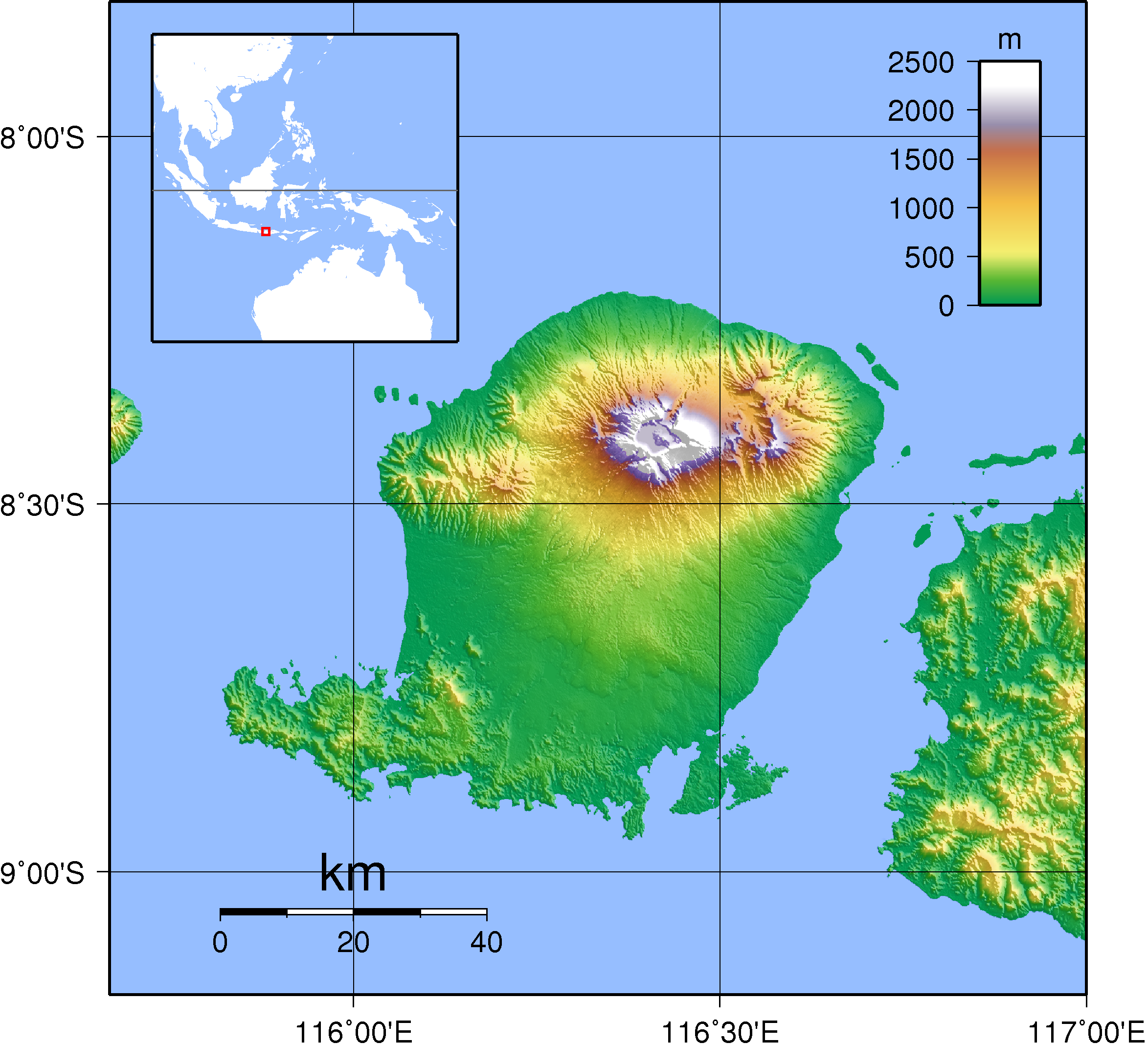
Sekotong est la péninsule au sud-ouest de Lombok

Sekotong Barat est la péninsule sud-ouest de l'île de Lombok en Indonésie, allant de la ville de Lembar à l’Est jusqu’à la pointe de Bangko Bangko, à l’Ouest.
Lembar, principal port de Lombok, accueille toutes les heures les ferries en provenance de Bali mais aussi les tankers et les bateaux en ligne. 
L’unique route vers l’Ouest longe la cote bordée de plages désertes et d’îles tranquilles (Gili Gede, la plus grande, Gili Nanggu, Gili Layar, Gili Sudat, Gili Ringgit, Gili Poh, Gili Asahan…), traverse les petites villes de Sekotong et  Pelangan, avant de terminer sur une piste qui continue vers Bangko Bangko, l’un des breaks de surf les plus connus d’Indonésie. 
À Pelangan, il est possible de tourner à l’Est, (au lieu de continuer vers l’Ouest), pour rejoindre à moins de 5 km la grandiose plage de Mekaki, qui s’ouvre sur un croissant de plus de 1500 m de sable blanc, de rouleaux, de falaises et de forêt tropicale. 
Sekotong Barat qui vit principalement de la pêche, d'un peu d'agriculture et de la fabrication de briques, connait une ruée vers l’or, certes modérée, mais qui sort progressivement la région de son isolement. La région s'ouvre aussi petit a petit au tourisme: on dénombre en 2011 une dizaine d'hôtels dont quelques-uns sur les îles de Gili Gede Indah et Gili Nanggu.